# Kargopol
Kargopol (rusky Каргополь) je město v Archangelské oblasti v Ruské federaci. Při sčítání lidu v roce 2010 měl přes deset tisíc obyvatel.

## Poloha
Kargopol leží na levém, západním břehu Oněgy jen několik kilometrů pod jejím výtokem z jezera Lača. Od Archangelsku, správního střediska oblasti, je vzdálen přibližně 350 kilometrů na jihozápad, blízko hranice s Vologdskou oblastí a Karelskou republikou. Nejbližší jiné město je Ňandoma přibližně sedmdesát kilometrů východně.

## Dějiny
První nepřímá zmínka je z roku 1378 a první přímá z roku 1447, kdy se sem uchýlil Dmitrij Jurjevič Šemjaka, který bojoval o moskevský trůn s Vasilijem II. V té době spadal Kargopol nejčastěji pod Novgorodskou republiku, trvale se stal součástí Moskevského knížectví až od roku 1478 za Ivana III.
V roce 1608 byl v Kargopolu popraven Ivan Bolotnikov, vůdce velkého povstání v období smuty.
Oficiálně se stal Kargopol městem až roku 1776.

### Rodáci
- Alexandr Andrejevič Baranov (1799–1819), obchodník a kolonizátor Aljašky